# Pseudocannaboides andringitrensis
Pseudocannaboides andringitrensis là một loài thực vật có hoa trong họ Hoa tán. Loài này được (Humbert) B.-E. van Wyk miêu tả khoa học đầu tiên năm 1999.